# ملعب جابوما
ملعب جابوما، أو ملعب دوالا متعدد الرياضات (الاسم الرسمي)، سيكون مقره في منطقة جابوما في دوالا. وسيضم ملعبًا يتسع لـ 50000 مقعد، ويشمل مضمار مخصص لألعاب القوى. ملحق به كذلك عدد من ملاعب كرة السلة وكرة الطائرة وكرة اليد وملاعب التنس ومسبح أولمبي مكون من 8 ممرات ومراكز مؤتمرات ومراكز تجارية وفندق فاخر من فئة الأربع نجوم وموقف للسيارات.
تكلف ملعب جابوما حوالي 143 مليون دولار مع 75 بالمائة من المشروع الممول من Türk Eximbank .
وقع اختياره لاستضافة المباراة النهائية لدوري أبطال أفريقيا 2019–20، كما سيستضيف بعض المباريات خلال كأس الأمم الأفريقية 2021.

## أعمال بناء
بدأ بناء استاد جابوما في 21 فبراير 2017. وقيل أن الاستاد سيكتمل في غضون 20 شهرًا.
تم تصميم الأماكن والخطة الرئيسية من قبل فريق المملكة المتحدة AECOM. تم تكليف إدارة الأعمال بشركة ليوناردو كاميرون شالل، التي تنتمي إلى الدراسة الإيطالية ليوناردو srl للمهندس المعماري سالفاتوري ري.
في 11 سبتمبر 2019، قالت شركة Yenigün Construction Industry أنه من المتوقع الانتهاء من الاستاد في 30 نوفمبر 2019.

## روابط خارجية
- مشروع استاد جابوما
- مجمع Japoma الرياضي - Leonardo srl